# 조건덕
찌에우끼엔득(베트남어: Triệu Kiến Đức / 趙建德 조건덕, ? ~ 기원전 111년)은 남월(南越)의 제5대 군주(재위: 기원전 112년 ~ 기원전 111년)이다. 시호는 없으나 즉위 전 받은 봉호 술양후(術陽侯)를 본따서 학계에서는 양왕(베트남어: Dương Vương / 陽王)이다.
| 전 임 애왕 조흥 | 제5대 남월의 왕 기원전 112년 ~ 기원전 111년 | (남월 멸망) |